# Калль (Північний Рейн-Вестфалія)
Калль (нім. Kall) — громада в Німеччині, знаходиться в землі Північний Рейн-Вестфалія. Підпорядковується адміністративному округу Кельн. Входить до складу району Ойскірхен.
Площа — 66,08 км2. Населення становить 11 096 ос. (станом на 31 грудня 2020).